# Silvano d'Orba
Silvano d'Orba (Silvan in piemontese, Scirvan in ligure, Sirvòu localmente) è un comune italiano di 1 871 abitanti della provincia di Alessandria, in Piemonte, situato tra l'inizio della Pianura Padana e le prime colline dell'Alto Monferrato. 
È uno dei comuni principali dell'Ovadese, area storico-culturale del Basso Piemonte e del Monferrato, che prende il nome dalla città di Ovada. 
Situato in prossimità della confluenza del torrente Piota nel fiume Orba, il paese è circondato da vigneti che producono ottimi vini D.O.C. quali il Dolcetto di Ovada e Barbera dell'Alto Monferrato, poco distante il Gavi.
Le rovine ancora presenti innanzi all'ingresso dell'attuale cimitero, testimoniano che il paese di Silvano d'Orba è stato fondato in epoca romana. Si pensa quindi che tali rovine, dette "Torrazze", siano parte integrante del castrum della mitica città di Rondinaria (detta anche "città dell'oro"), fondata proprio alla confluenza del Piota e dell'Orba, ed in cui gli schiavi romani risalivano le rive dei due corsi d'acqua alla ricerca dell'oro presente nelle loro sabbie. Ricordiamo che Rondinaria è contemplata nella Tavola Peutingeriana.

## Storia
Territorio abitato dai romani, fondatori di diversi villaggi che costituirono poi la leggendaria "città" di Rondinaria, un castrum lungo la strada Libarna-Acqui, nella zona alla confluenza del torrente Piota nell'Orba, dedito soprattutto all'agricoltura e alla ricerca dell'oro. Il castrum fortificato si trovava proprio nella zona dell'attuale cimitero, mentre la cosiddetta "città" si estendeva sia nella piana dell'Orba (verso Ovada) sia nella piana del Piota (l'attuale zona Caraffa), fin sotto Lerma e Tagliolo Monferrato. 
In seguito alle invasioni barbariche, nella nascosta piana alluvionale sulla riva destra del Piota, dove oggi si trova la frazione Pieve di Silvano d'Orba, si rifugiarono diversi abitanti dei vicini villaggi di Rondinaria. 
Ma fu in seguito alle incursioni saracene, intorno al X e XI secolo, che si rese necessario il trasferimento sui colli degli abitanti della vallata. Chi aveva maggiori ricchezze poteva costruire residenze fortificate: ebbero così origine i castelli e i paesi dell'alto Monferrato, tra cui proprio Silvano. 
Nella zona dell'attuale paese furono edificati due castelli, in due differenti colli, divisi dalla piccola valle dove scorre il rivo chiamato Rio Albareto, ed intorno ad essi sorsero due villaggi: il primo chiamato, appunto, Silvano, mentre l'altro Rocca degli Zucchi (dal nome della famiglia Zucca, che edificò il castello sulla collina dei Merli). Nel 1446 il secondo castello venne, però, distrutto dagli alessandrini. I due "villaggi", quindi, presero entrambi il nome "Silvano", distinti in "Villa Superiore" e "Villa Inferiore". 
Il toponimo Silvano è attestato, a partire dal 1198, attraverso le forme Silvanus e Selvanus, il cui significato sarebbe ‘della selva’ o ‘silvestre’. La sua origine va vista nella sede di uno di quei ‘silvani’ che avevano il compito di vigilare sul territorio, impedendo le ingerenze di estranei nei diritti riservati agli affittuari o concessionari delle terre. 
Già feudo dei Marchesi del Bosco, nel XII secolo passò sotto il dominio di Alessandria, quindi della Repubblica di Genova. Successivamente fu possesso dei Marchesi del Monferrato e fu feudo degli Adorno. Estintasi la linea maschile, il feudo passò, attraverso la moglie ai marchesi Botta, nobili pavesi, che aggiunsero, per questa eredità, al loro nome quello degli Adorno diventando così Botta Adorno. Nel 1694 il feudo prese il nome di Silvano Adorno. Nel 1708 con l'annessione del Monferrato al Ducato di Savoia entrò a far parte dei territori di questa casata. A fine secolo Silvano Adorno diventò Silvano Val d'Orba. 
Nel corso dell'Ottocento, Silvano Val d'Orba mutò il nome nel definitivo Silvano d'Orba. 
Nel Novecento, nell’area dell’antico accampamento romano venne edificato il nuovo cimitero del paese. Ciò avvenne riutilizzando il materiale a disposizione sul posto, risparmiando denaro e tempo. A stento si riuscirono a salvare due torrazzi. Il merito fu di Enrico Belimbau che, eletto sindaco alla fine del 1910, salvò quello che ancora rimane di quel sito storico.

### Simboli
Stemma
Gonfalone
Lo stemma e il gonfalone sono stati concessi con decreto del presidente della Repubblica n. 350 del 7 giugno 1985.

## Monumenti e luoghi d'interesse

### Il Santuario di San Pancrazio
Situato su una collina al di sopra del paese di Silvano d'Orba in ottima posizione panoramica a cui si accede sia salendo per un sentiero che passa sotto i ruderi maestosi dell'antico castello Zucca, sia percorrendo la strada che fiancheggia il castello che fu degli Adorno, il Santuario era in origine un piccolo oratorio costruito nel XII sec. dai monaci benedettini dell'Abbazia di Sezzadio, promotori del culto di San Pancrazio. Si può ancora notare la sua porta primitiva rivolta a ponente, formata da grosse pietre con arco a tutto sesto, ora murata. Agli inizi del secolo XVII l'oratorio venne ampliato e altre aggiunte furono fatte nel 1795, come indica l'iscrizione dell'architrave di una porta. Le ultime modifiche strutturali risalgono alla seconda metà del sec. XIX con l'erezione del campanile e l'ampliamento della sacrestia. Nel 1980 un gruppo di silvanesi si costituì in associazione col nome di "Amici di San Pancrazio" e con il contributo della popolazione iniziarono il restauro e la manutenzione della chiesa, dell'area circostante e delle strade di accesso. Ogni 12 maggio a Silvano d'Orba si festeggia San Pancrazio, con una processione della statua del santo che parte dal paese fino alla collina del Santuario, dove si svolge la festa con banchetti, cibo e buon vino. Nel 2025, in occasione del Giubileo, il Santuario di San Pancrazio è stato riconosciuto dalla Diocesi di Tortona come luogo giubilare, alla pari della Porta santa della Basilica di San Pietro in Vaticano. 

### Il castello Adorno
L'abitato di Silvano d'Orba è dominato dal castello Adorno (1492), costruzione dall'aspetto militare medievale, con quattro torri massicce a pianta quadrata e coronamento di merlature sporgenti, ancora oggi di proprietà privata (Ing. Giuseppe Morchio).
Poco lontano i ruderi di un torrione è tutto ciò che resta di un altro castello distrutto nel 1446, ma già citato in documenti del 1182 e appartenuto ai marchesi del Bosco e poi agli alessandrini.

### La parrocchiale di San Pietro
La chiesa parrocchiale di San Pietro (ai piedi del castello) originaria del XV secolo, ma rimaneggiata nel XVII, divenne chiesa parrocchiale per volontà degli stessi Adorno; Notevoli l'altare maggiore e la balaustra del presbiterio in marmo fine a vari colori e la cappella di San Giuseppe, con la statua del santo in stucco.

### La chiesa-oratorio di San Sebastiano
La chiesa-oratorio di San Sebastiano ospita un dipinto secentesco, l'Apparizione della Vergine e della Trinità ai santi Cosma e Damiano di Giovanni Andrea Casella (1660).

### I Torrazzi
Non lontano dall'Orba, su un terrazzamento fluviale sorgono i Torrazzi, ruderi di due torri, probabili resti di un sistema fortificato più ampio esteso sull'area dell'attuale cimitero, che alcuni identificano come la famigerata città dell'oro chiamata Rondinaria.
Il comune, oltre al centro storico, ha molte frazioni sparse per il vasto territorio come La Pieve e I Bacchetti note per la produzione artigianale di vini di qualità e alcune come la Valle Cochi e il Casale Volpreto, site in posizioni strategiche dominate dalle colline e i boschi alle loro spalle.

## Geografia antropica

### Frazioni
Bacchetti, Bessica, Bolla, Bordini, Caraffa, Castagnola, Guastarina, Milanesi, Pagliaccia, Pagliara, Passada, Pianterasso, Pieve, Prieto, Ravino, Setteventi, Valle Cochi, Villa, Volpreto, Merli.

## Le distillerie
Silvano d'Orba è conosciuto, fra l'altro, per le due antiche distillerie che vi hanno sede e che producono grappa con il cosiddetto metodo discontinuo dell'alambicco a bagnomaria alla piemontese. Dal novembre 2004, con l'istituzione da parte dell'Amministrazione Comunale, della De. C.O. (Denominazione Comunale di Origine) la grappa locale, il comune vanta la definizione di Borgo della Grappa.

## I burattini
A Silvano d'Orba ha sede anche un'importante rassegna nazionale ed internazionale, Ai Bravi Burattinai d'Italia, che comprende due cicli di spettacoli: una manifestazione estiva con spettacoli e premiazioni dei burattinai italiani ed una fase autunnale dove agli spettacoli si affiancano seminari di studio per diffondere l'arte del teatro dei burattini.
Produzioni locali sono, oltre alla grappa di alta qualità, anche diversi tipi di vino bianco e rosso, tra cui va segnalato il Dolcetto di Ovada e la Barbera del Monferrato; massiccia è anche la presenza di aziende alimentari e di materie plastiche.

## Le sagre
Durante l'estate, sono molte le sagre che animano il piccolo borgo, tra le quali la Festa Dra Puleinta, Sportivamente Insieme, Ferragosto Silvanese e Festival de l'Unità.
Nel 2000 si è interrotta la Sagra del Dolcetto dei Bacchetti (o Festa dei Bacchetti), una festa popolare, organizzata nel mese di Agosto nell'omonima frazione per 33 edizioni, dal 1967 al 1999, che ebbe una grande popolarità richiamando turisti anche dalle regioni vicine. 
Dopo le prime edizioni, si costituì l'Associazione Unitaria Produttori Dolcetto Bacchetti che si fece carico dell’organizzazione dell’evento e della salvaguardia della viticoltura locale promuovendo il vino Dolcetto che dal 1972 ottenne la Denominazione di Origine Controllata come "Dolcetto d'Ovada". Dopo il grande successo degli anni ’70 e ’80, negli anni ’90 del secolo scorso iniziò il lento declino della Sagra causato dal progressivo abbandono delle campagne, dalle diverse esigenze ricreative dei turisti e dai cambiamenti del mercato enologico.

## Lo sport
Riguardo allo sport, Silvano d'Orba ha una squadra di calcio che milita nel campionato di prima categoria del Piemonte, l'U.S.D. Silvanese, i cui colori sociali sono l'arancione ed il blu.
A Silvano d'Orba risiedeva anche il mitico ciclista Imerio Massignan, noto per aver perso sul Passo Gavia a causa di molteplici forature il Giro d'Italia 1959 appannaggio di Charly Gaul.
Il suo campo sportivo, situato vicino al fiume Orba, è dedicato ad un suo illustrissimo cittadino morto nel 2001 per salvare una madre con due bambini, Stefano Rapetti soprannominato Stuse.

## Infrastrutture e trasporti
Silvano d'Orba si trova lungo la SP155 Novi Ligure-Ovada ed è attualmente servita da corse dell'autolinea 63 - Alessandria - Novi Ligure - Ovada esercitata dalla società STP (ex ARFEA). 
Un ponte sull'Orba collega il paese con la SP185 Ovada-Alessandria, all'altezza della località Schierano, in comune di Rocca Grimalda. 
Sul territorio silvanese passa anche l'autostrada A26 "dei trafori": le uscite più vicine al paese sono Ovada in direzione Genova, Novi Ligure in direzione Milano e Alessandria Sud in direzione Gravellona Toce. 
In passato il paese ospitava una stazione della tranvia Novi Ligure - Ovada, le cui corse cessarono nel 1953.

## Clima
| Silvano d'Orba      | Mesi | Mesi | Mesi | Mesi | Mesi | Mesi | Mesi | Mesi | Mesi | Mesi | Mesi | Mesi | Stagioni | Stagioni | Stagioni | Stagioni | Anno |
| Silvano d'Orba      | Gen  | Feb  | Mar  | Apr  | Mag  | Giu  | Lug  | Ago  | Set  | Ott  | Nov  | Dic  | Inv      | Pri      | Est      | Aut      | Anno |
| ------------------- | ---- | ---- | ---- | ---- | ---- | ---- | ---- | ---- | ---- | ---- | ---- | ---- | -------- | -------- | -------- | -------- | ---- |
| T. max. media (°C)  | 6,9  | 8,9  | 12,4 | 16,1 | 20,0 | 23,5 | 26,6 | 26,0 | 22,6 | 17,8 | 12,1 | 8,2  | 8,0      | 16,2     | 25,4     | 17,5     | 16,8 |
| T. min. media (°C)  | 0,2  | 1,7  | 4,4  | 7,6  | 11,4 | 14,8 | 17,1 | 16,8 | 14,1 | 10,0 | 5,3  | 1,7  | 1,2      | 7,8      | 16,2     | 9,8      | 8,8  |
| Precipitazioni (mm) | 74   | 77   | 89   | 88   | 85   | 55   | 38   | 68   | 83   | 134  | 119  | 75   | 226      | 262      | 161      | 336      | 985  |

## Società

### Evoluzione demografica
Abitanti censiti

## Associazionismo
Silvano d'Orba è un comune molto attivo anche sul piano sociale e vanta un numero consistente di associazioni tra cui si ricordano qui:
- Associazione "Amici dei Burattini";
- Associazione "Amici di San Pancrazio";
- Associazione Culturale "Circolo Dialettale Silvanese IR BAGIU";
- Associazione Culturale Teatrale "Compagnia Teatrale LE MASCHERE";
- Associazione Giovani Musicisti Silvanesi (A.GI.MU.S.);
- Associazione "In memoria di Stefano Rapetti";
- Associazione Teatrale "Ernesto";
- Banda Brisca;
- Circolo Ricreativo A.N.S.P.I. Gioventù Silvanese;
- Confraternita;
- Corpo Musicale "Vito Oddone";
- Gruppo "Biblioteca Civica"
- Gruppo "Cantachiaro";
- Gruppo Comunale dei Volontari di Protezione Civile;
- Gruppo C.R.I.;
- Gruppo Ciclisti Silvanesi;
- Gruppo "Don Chisciotte";
- Gruppo Silvano S.O.M.S. "Alessandro Bovicelli";
- PRO LOCO;
- S.O.M.S. Silvano d'Orba;
- Settore Giovanile "Due Valli-Stefano Rapetti";
- Sezione A.N.P.I. Silvano d'Orba;
- Unione Sportiva Dilettantistica Silvanese.

## Amministrazione
Di seguito è presentata una tabella relativa alle amministrazioni che si sono succedute in questo comune.
| Periodo        | Periodo        | Primo cittadino             | Partito                                 | Carica  | Note  |
| -------------- | -------------- | --------------------------- | --------------------------------------- | ------- | ----- |
| 10 giugno 1985 | 24 maggio 1990 | Bartolomeo Giuseppe Minetti | Partito Socialista Democratico Italiano | Sindaco | [ 9 ] |
| 24 maggio 1990 | 24 aprile 1995 | Bartolomeo Giuseppe Minetti | Partito Socialista Democratico Italiano | Sindaco | [ 9 ] |
| 24 aprile 1995 | 14 giugno 1999 | Bartolomeo Giuseppe Minetti | centro                                  | Sindaco | [ 9 ] |
| 14 giugno 1999 | 14 giugno 2004 | Giuseppe Coco               | lista civica                            | Sindaco | [ 9 ] |
| 14 giugno 2004 | 8 giugno 2009  | Giuseppe Coco               | lista civica                            | Sindaco | [ 9 ] |
| 8 giugno 2009  | 26 maggio 2014 | Ivana Maggiolino            | lista civica Progetto per Silvano       | Sindaco | [ 9 ] |
| 26 maggio 2014 | 26 maggio 2019 | Ivana Maggiolino            | lista civica Progetto per Silvano       | Sindaco | [ 9 ] |
| 26 maggio 2019 | 9 giugno 2024  | Giuseppe Coco               | lista civica Impegno Civico             | Sindaco | [ 9 ] |
| 9 giugno 2024  | in carica      | Giuseppe Coco               | lista civica Impegno Civico             | Sindaco | [ 9 ] |

## Galleria d'immagini

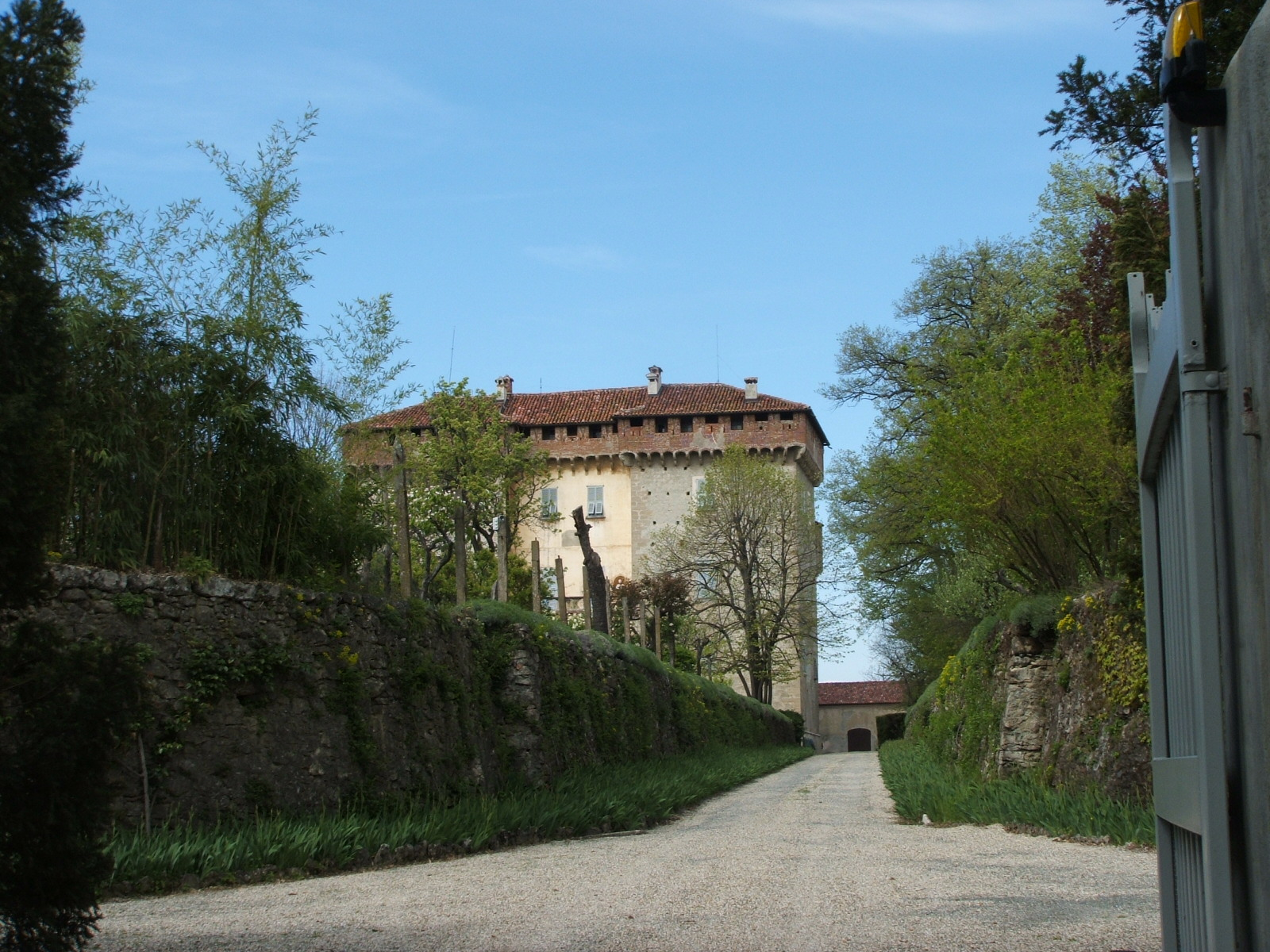
Il castello Adorno
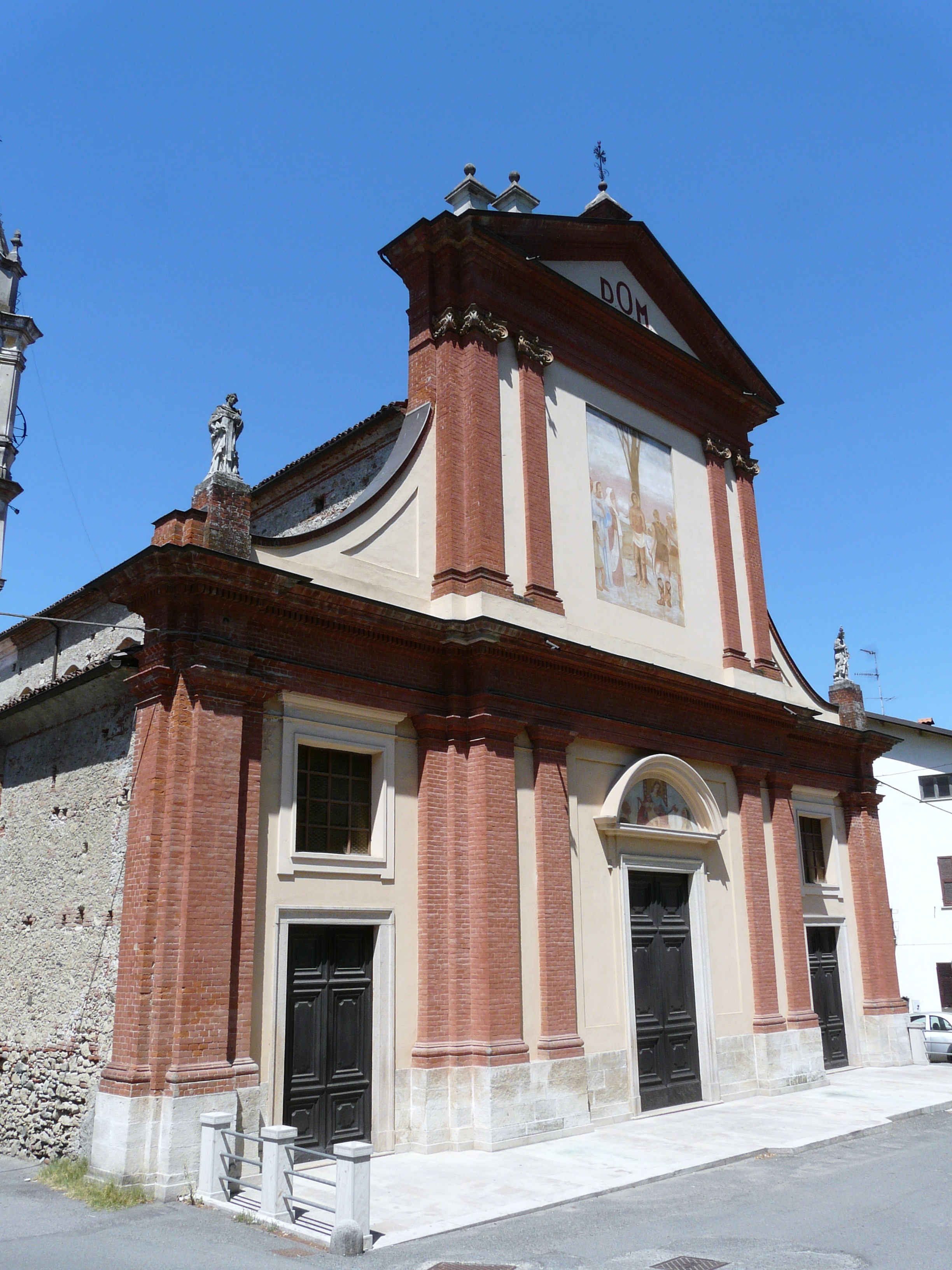
Chiesa-oratorio di San Sebastiano, Silvano d'Orba, Piemonte, Italia
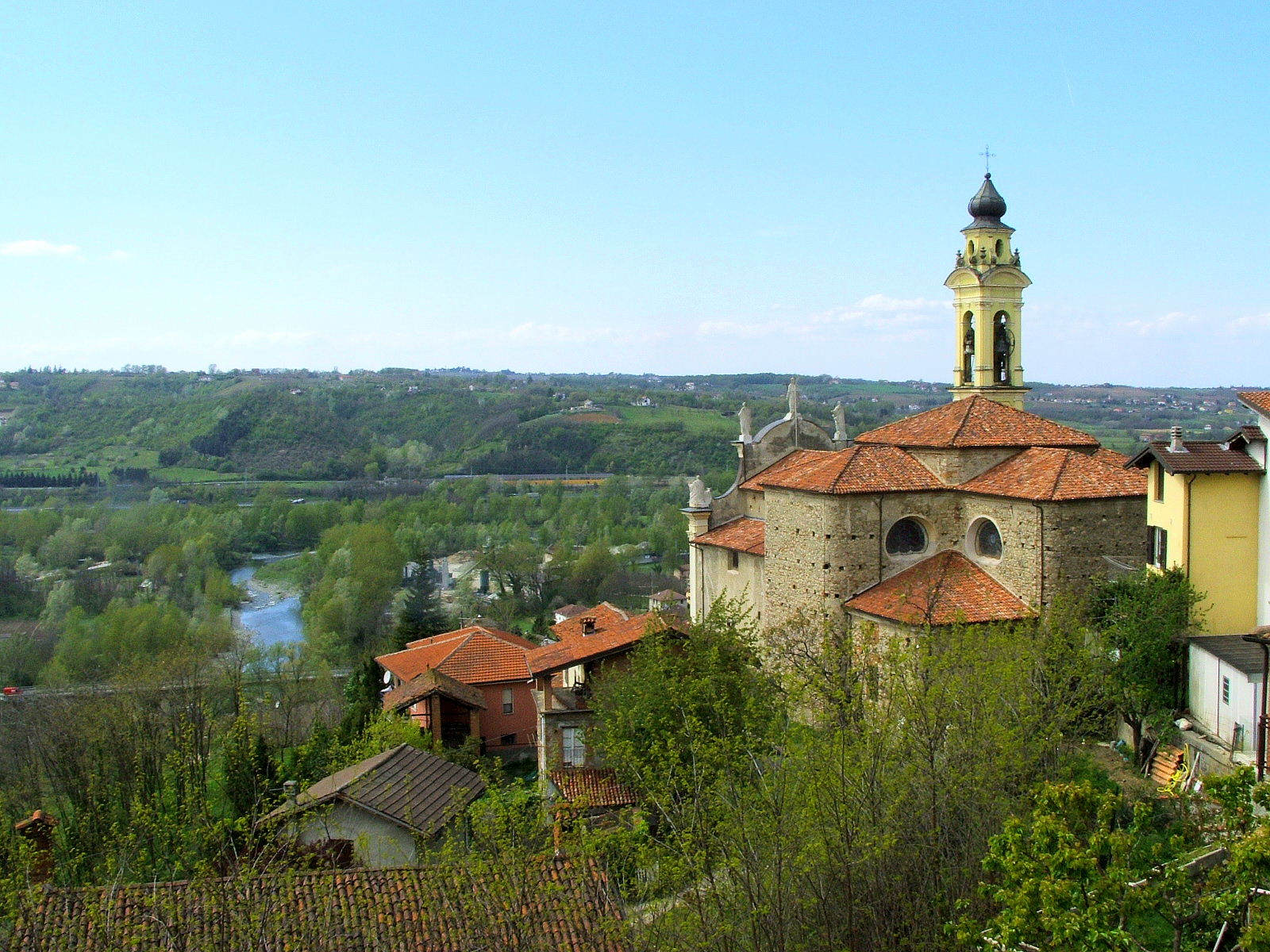
La chiesa parrocchiale di San Pietro
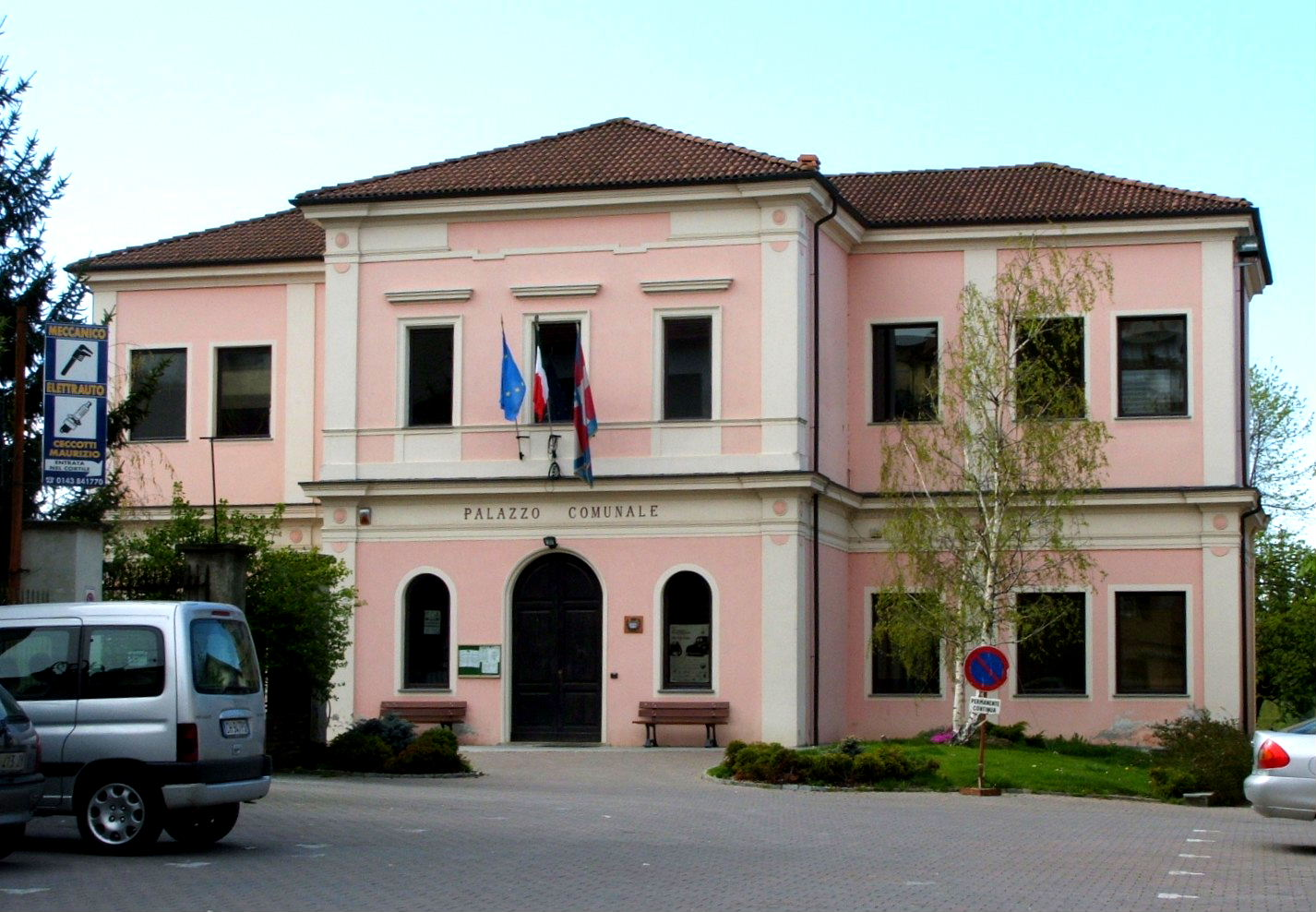
Il palazzo municipale